# Podospora dagobertii
Podospora dagobertii är en svampart som beskrevs av Moreau 1954. Podospora dagobertii ingår i släktet Podospora och familjen Lasiosphaeriaceae.   Inga underarter finns listade i Catalogue of Life.